# Olivier de Marliave
Pour les articles homonymes, voir Marliave.
Olivier de Marliave,  né dans le Gers, est un journaliste et écrivain français.

## Biographie
Olivier de Marliave est descendant d'une famille aristocratique du Languedoc. Ancien élève de l'École supérieure de journalisme de Lille (40e promotion), après un passage dans la presse écrite et professionnelle (Pétrole Progrès), il a produit plusieurs émissions de télévision consacrées aux Pyrénées (FR3 puis France 3 Bordeaux-Aquitaine), et écrit de nombreux ouvrages sur la mythologie et les traditions du Pays basque, ainsi que des Pyrénées en général. Il est le traducteur de l'ethnologue Miguel de Barandiaran (Mythologie basque) et l'auteur des premiers travaux de synthèse sur la mythologie pyrénéenne (Trésor de la mythologie pyrénéenne, 1987), ainsi que de plusieurs enquêtes historiques.
Olivier de Marliave a été fait chevalier des Arts et des Lettres en 2009. Il a également obtenu le Prix du Guide Pyrénéen du Salon du Livre Pyrénéen en 2010 pour son ouvrage Les fêtes des Pyrénées.

## Publications

### Ouvrages
- Guide du Maroc, Larousse, 1986.
- Mythologies des Pyrénées, éditions Esper (Toulouse), 1987, éditions Sud Ouest, 2014 (3e édition).
- Panthéon pyrénéen, illustrations Jean-Claude Pertuzé, éditions Loubatières, 1990.
- Dictionnaire des mythologies basque et pyrénéenne, éditions Entente (Paris), 1993. Traduction espagnole, éditions Alejandria, 1995.
- Sources et saints guérisseurs, L’Horizon chimérique, 1994. Editions Sud-Ouest 2021 (3e édition).
- Saints, sources et sanctuaires du Pays basque, L’Horizon chimérique / Aubéron, 1995.
- Pays basque, Éditions Sud Ouest, 1996.
- Fêtes et traditions du Pays basque, éditions Sud Ouest, 1998.
- Dictionnaire du Bassin d'Arcachon, éditions Sud Ouest, 2017 (4e édition).
- Magie et Sorcellerie dans les Pyrénées, Sud Ouest, 2006.
- Histoire de l'ours dans les Pyrénées : de la préhistoire à la réintroduction, Sud-Ouest, 2020 (3e édition).
- Dictionnaire de l'Ariège, Sud-Ouest, 2008  (ISBN 978-2-87901-856-0).
- Les Fêtes des Pyrénées, Sud-Ouest, 2010.
- Le Monde des eunuques, La castration à travers les âges, Paris, éditions Imago, 2011  (ISBN 2-8495-2124-8).
- Des Hommes et des Arbres, curiosités botaniques d'Europe et d'ailleurs; Paris éditions Imago, 2015.
- Les Terres promises avant Israël, éditions Imago, Paris, 2017.
- Pyrénées fantastiques. Au temps de la sorcellerie, des superstitions et des rituels, éditions Privat, Toulouse, 2020.
- Les Pyrénées païennes, éditions Privat, Toulouse 2020.
- Petits secrets et grandes histoires du Bassin d'Arcachon, éditions Sud-Ouest, Bordeaux 2021.
- On a volé le Saint Prépuce !, éditions Imago, Paris 2023.
- Petits secrets et Grandes histoires du GR 10", éditions Sud-Ouest, Bordeaux 2023.

### Préfaces
- Landes secrètes, croquis sur le vif, de Gilles Kerlorc'h et Marc Large, Préface d'Olivier de Marliave, Éditions Cairn, 2004 (Mention spéciale du jury, Journées du livre, Orthez, 2004).

### Traductions
- (es) José Miguel de Barandiaran, Mitología vasca, Madrid, Minotauro, 1960, 162 p. (OCLC 3077859).
  - Réédité en 1989 sous le titre Mythologie basque traduit par Olivier de Marliave, préface de Jean Haritschelhar et photographies de Claude Labat, Toulouse, Annales Pyrénéennes, ESPER, 120p.  (ISBN 2907211056)  (ISBN 9782907211055).

### Ouvrages d'Olivier de Marliave traduits
- Dictionnaire des mythologies basque et pyrénéenne, traduction en espagnol aux éditions  Alejndria, Barcelone, 1995.
  - Le Monde des Eunuques, traduction en turc Hadımların Dünyası. Éditions Dogan Kitap, Istanbul, 2015.
  - Le Monde des Eunuques, traduction en polonais, Historia eunuchow. Éditions Ballonna, Varsovie, 2012.

## Récompenses et distinctions
- Chevalier de l'ordre des Arts et des Lettres (2009)
- Prix du Guide Pyrénéen (2010)